# Meidlinger Friedhof

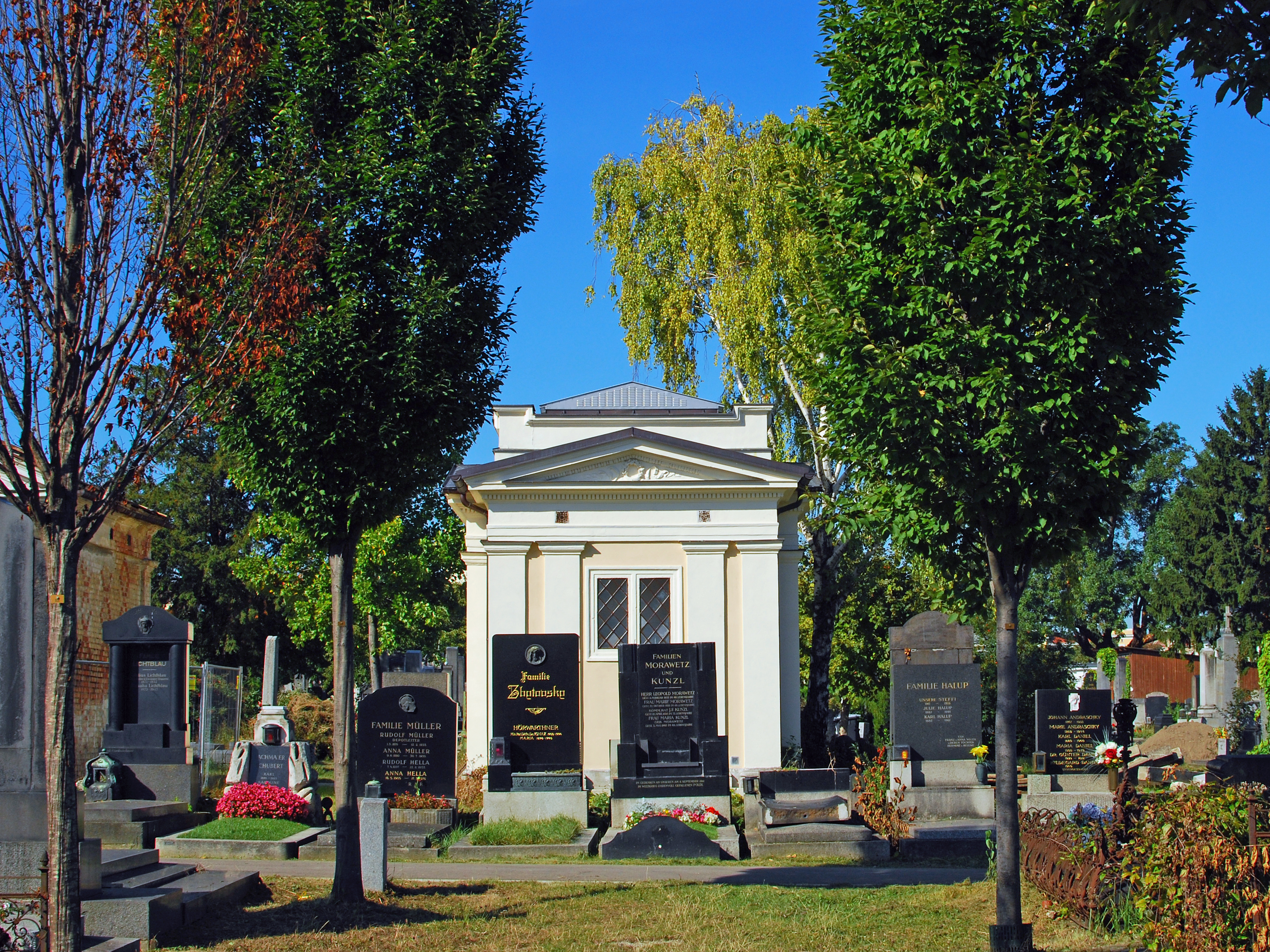
Meidlinger Friedhof

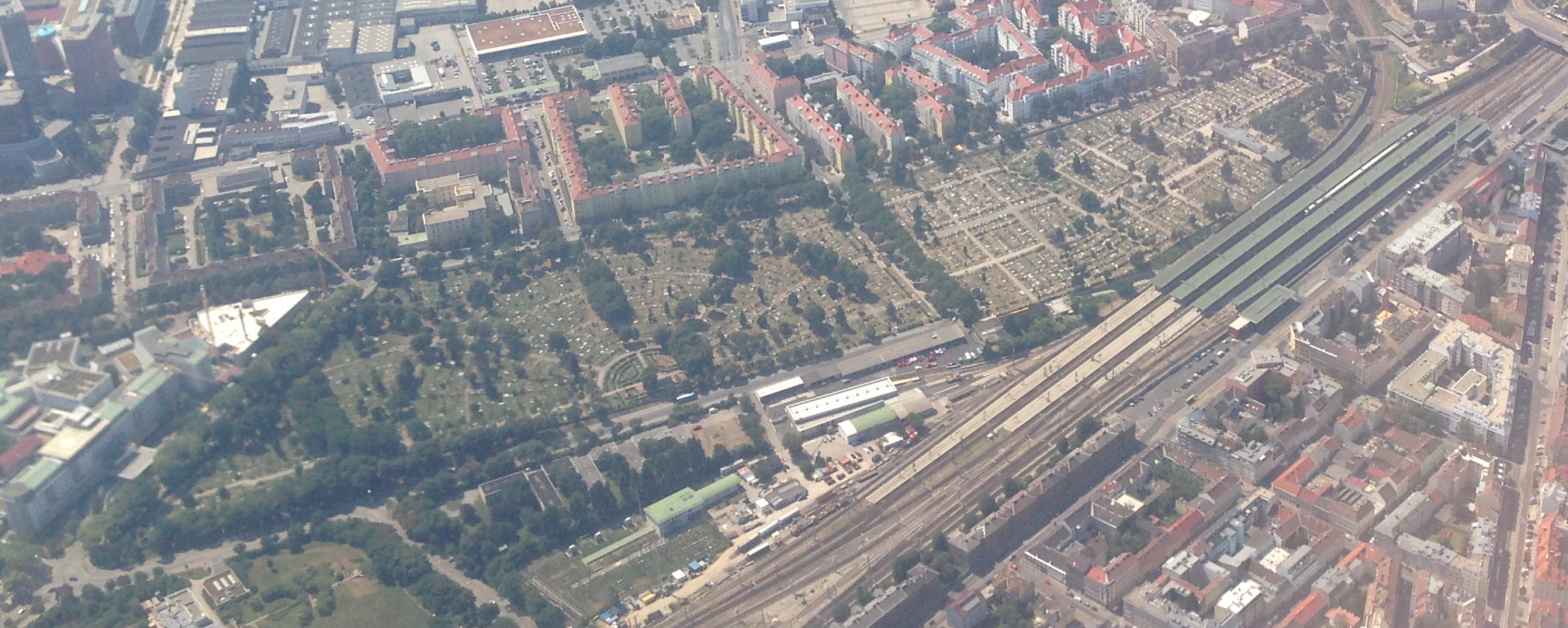
Luftbild des Meidlinger Friedhofes, Blick von Nordosten; rechts der Bahnhof Wien Meidling

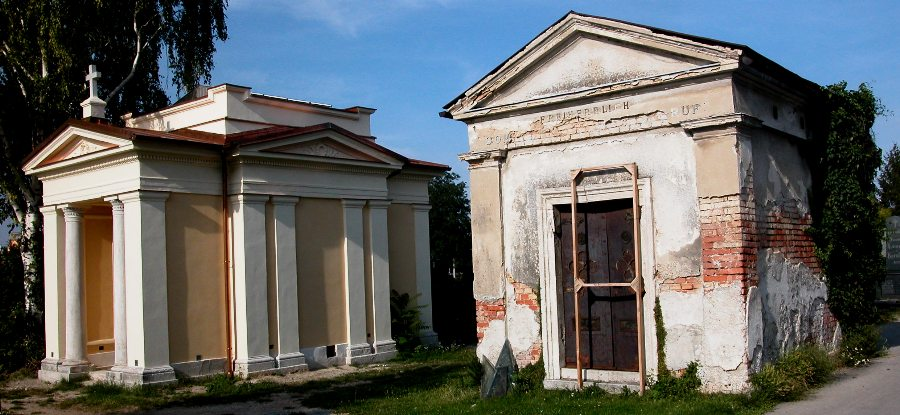
Grüfte der Familien Miller zu Aichholz und Sommaruga

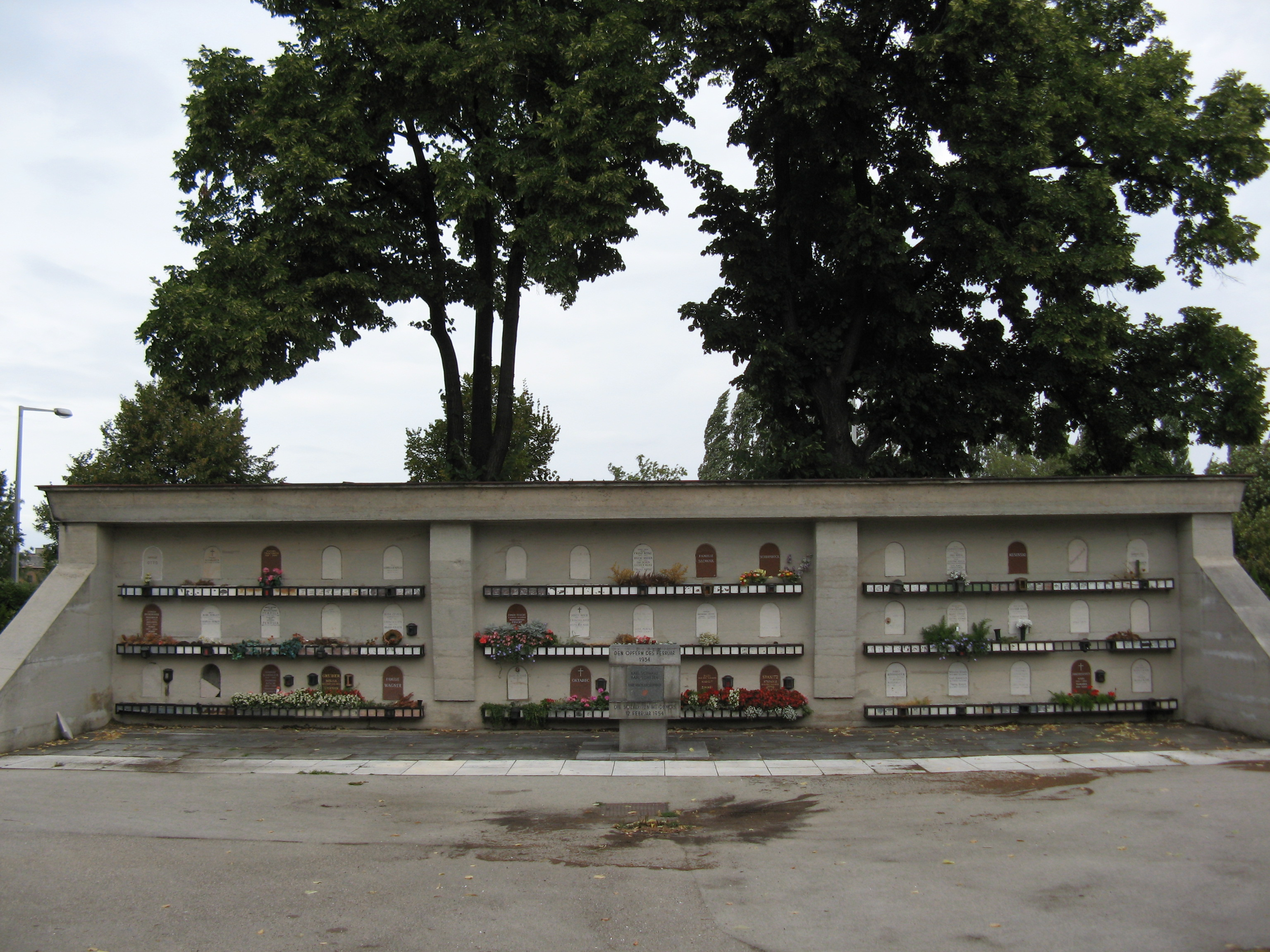
Urnengräber

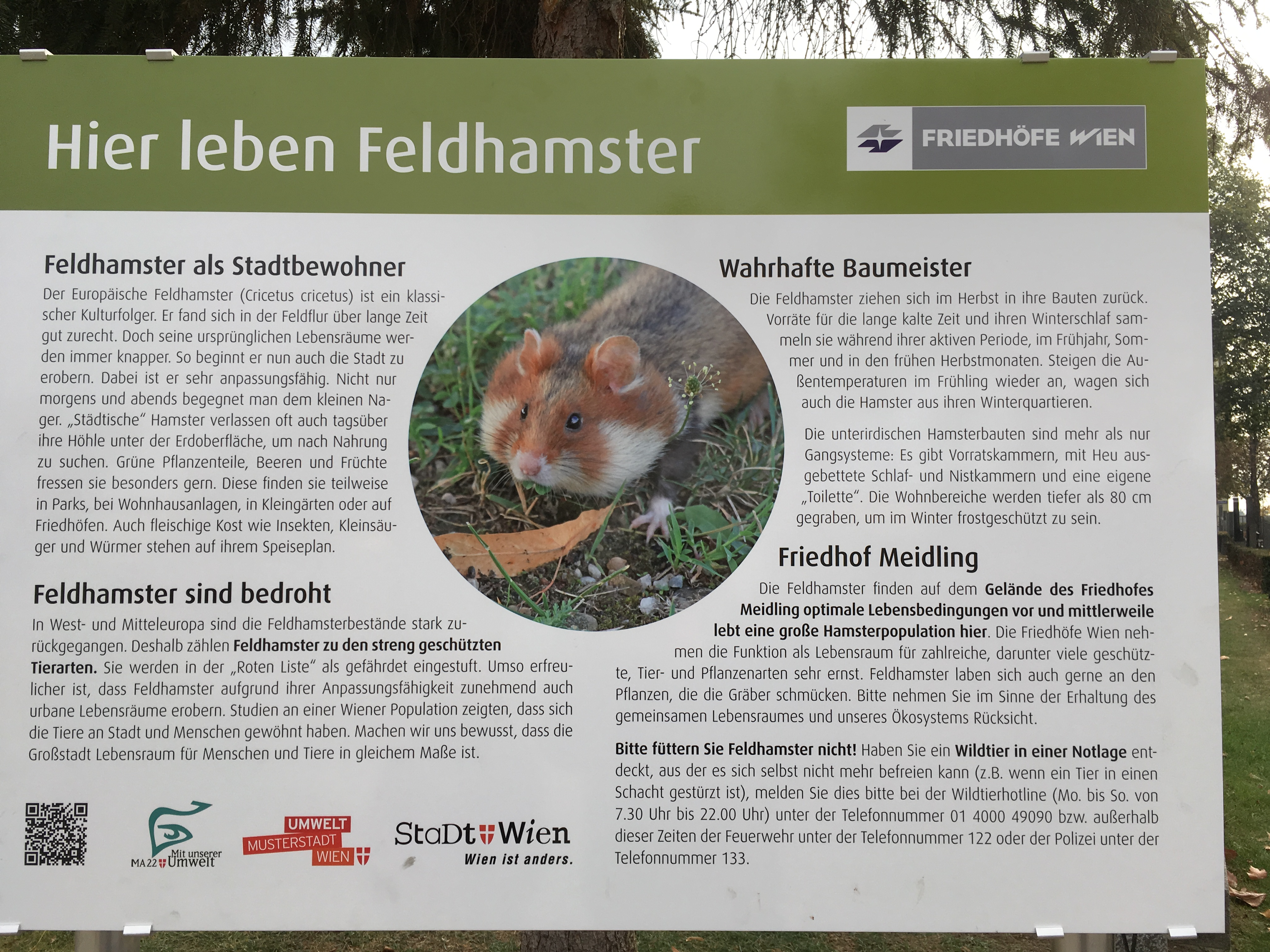
Feldhamster-Hinweis-Tafel am Meidlinger Friedhof

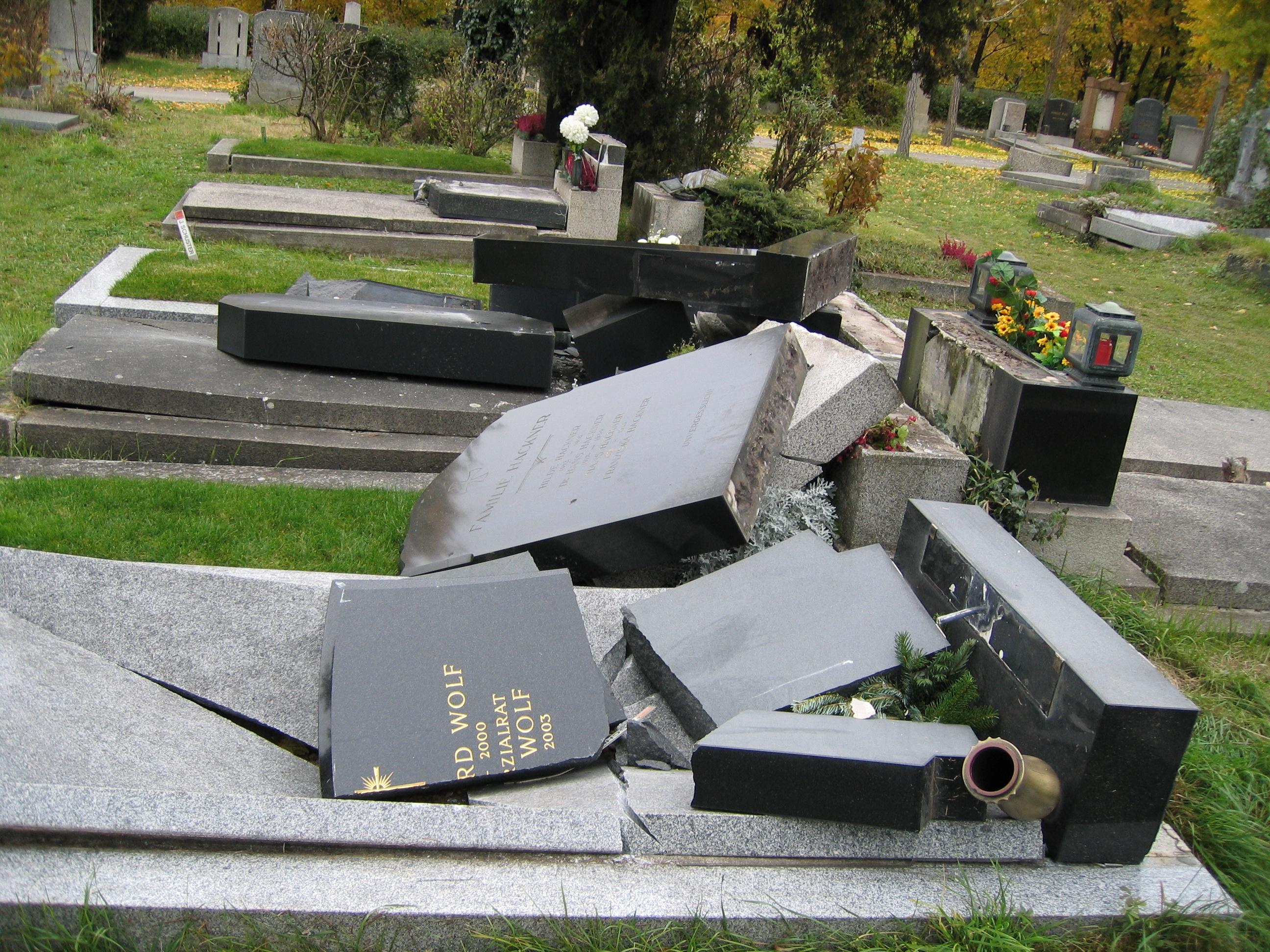
Grabvandalismus im Oktober 2010

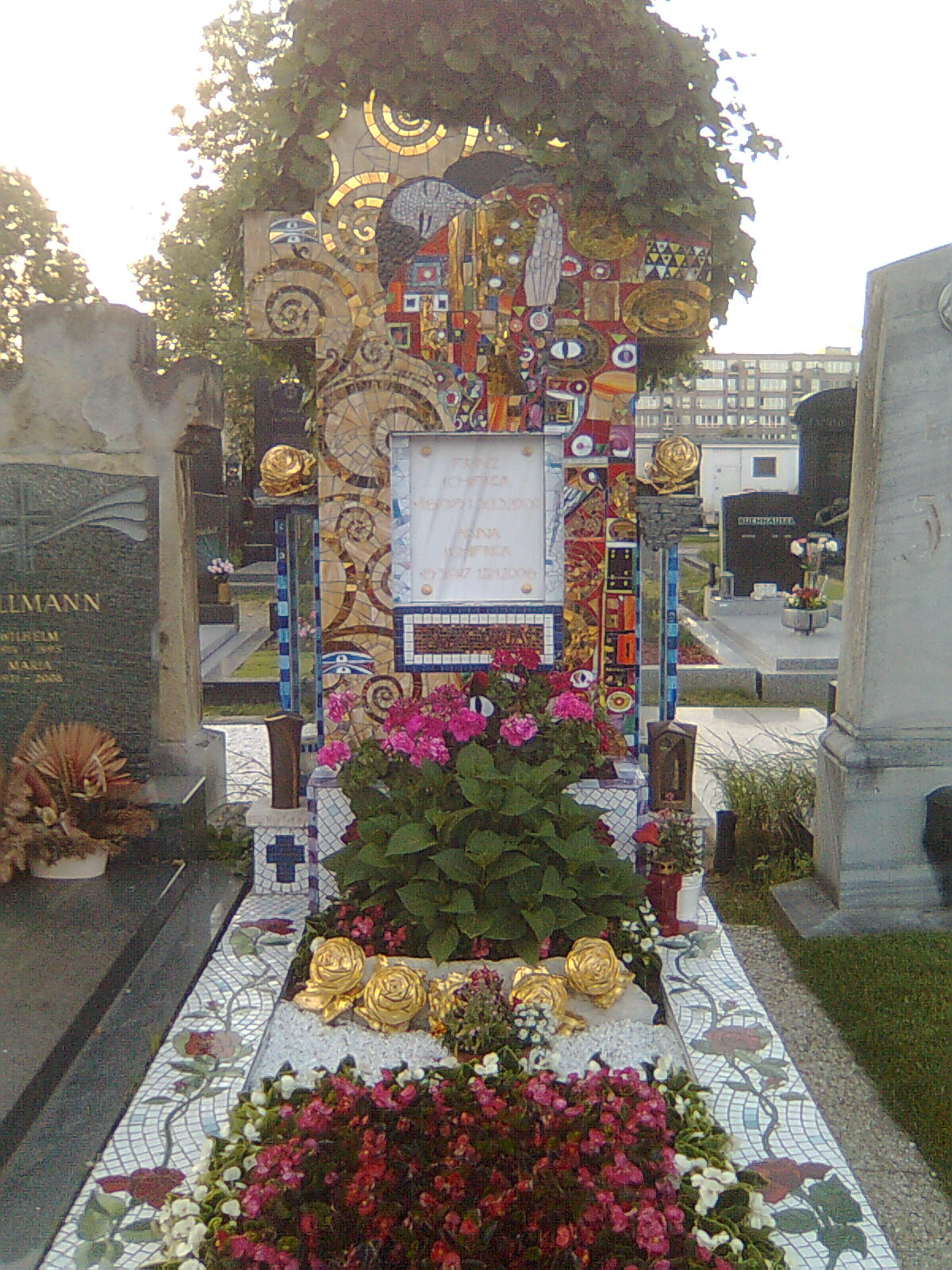
Künstlerisch gestaltetes Grab am Meidlinger Friedhof

Der Meidlinger Friedhof ist ein städtischer Friedhof im 12. Wiener Gemeindebezirk Meidling, Haidackergasse 6. Er besteht aus zwei Teilen, die durch die Eibesbrunnergasse getrennt werden, wo sich auch zwei weitere Eingänge befinden. Er erstreckt sich zwischen der Haidackergasse, der Unter-Meidlinger Straße, der Kundratstraße und der Kerschensteinergasse. Das Areal ist dem Meidlinger Bahnhof und der Südbahn benachbart.

## Geschichte
Der Meidlinger Friedhof gilt als einer der ältesten Friedhöfe Wiens, die heute noch benutzt werden. Der einstige Wiener Vorort Meidling hatte bereits 1784 einen ersten Friedhof, der an der Stelle der heutigen Vierthalergasse 11 lag und 1806 wieder aufgegeben werden musste, da es zu irreparablen Wassereinbrüchen kam.
In unmittelbarer Nähe dieses ältesten Meidlinger Friedhofs stellte der Bürger Johann Putz ein Grundstück kostenlos zur Verfügung, das sich ungefähr bei den heutigen Straßenzügen Sechtergasse, Pachmüllergasse, Zeleborgasse befand. Dieser zweite Friedhof wurde 1807 eingeweiht. Infolge einer Choleraseuche, die viele Todesopfer forderte, und auf Grund der allgemeinen Bevölkerungszunahme in Meidling musste der Friedhof 1831 und nochmals 1859 vergrößert werden.
Da aber auch diese Erweiterungen schließlich unzureichend waren, verlegte man den Friedhof neuerlich in weiter außerhalb gelegenes unbewohntes Gebiet beim Meidlinger Bahnhof. Die Gemeinden Obermeidling, Untermeidling und Gaudenzdorf beteiligten sich gemeinsam an dem Projekt und teilten sich auch die Kosten auf. Am 6. August 1862 wurde dieser Friedhof, der dem jetzigen Standort entspricht, eingeweiht. Im Laufe von 5 Jahren wurden die Gräber vom alten Friedhof hierher übertragen. Auch der neue Meidlinger Friedhof wurde einige Male erweitert. 1927 erhielt er eine Urnennischenanlage.
Laut einem Gemeinderatsbeschluss vom Jahr 1953 sollte unter anderem der Meidinger Friedhof gesperrt werden, was aber den Weiterbestand bedeutet hätte. Am 30. Mai 1975 fiel jedoch im Gemeinderat der Beschluss, den Meidlinger und 15 andere Friedhöfe ab dem Jahr 1995 aufzulassen, was die Freigabe der Flächen für andere Zwecke bedeutet hätte.
Nach zum Teil heftigen Protesten wurde zwischen dem 16. und 18. März 1980 eine Volksabstimmung über den Weiterbestand der bedrohten Friedhöfe abgehalten. Von 338.715 abgegebenen Stimmen entschieden 63,2 Prozent für die Erhaltung der Friedhöfe.
1984 wurde eine neue Aufbahrungshalle nach Plänen des Architekten Erich Boltenstern errichtet.
In den 1990er Jahren lebte am Meidlinger Friedhof eine große Feldhamster-Population, auf deren besondere Schutzwürdigkeit mehrere Tierschutzorganisationen durch Hinweisschilder aufmerksam gemacht haben, die Ende der 1990er Jahre sukzessive entfernt wurden, da der Meidlinger Friedhof seither wieder verstärkt für Begräbnisse genutzt wird. Nachdem im Frühjahr und Sommer 2018 mehrere Dutzend teils verstümmelte Hamsterkadaver gefunden wurden, die den Verdacht erweckt haben, dass den artgeschützten Hamstern systematisch nach dem Leben getrachtet werde, haben das Wiener Umweltamt und die Wiener Friedhofsverwaltung im Herbst 2018 eigens eine Hinweistafel aufgestellt, die auf die besondere Schutzwürdigkeit der vom Aussterben bedrohten Feldhamster aufmerksam macht.
Zwischen 2004 und 2012 wurde der Meidlinger Friedhof regelmäßig von Vandalen heimgesucht. So brachen etwa am 16. Oktober 2004 Vandalen in die Aufbahrungshalle ein, wo sie den Sarg einer Aufgebahrten auf den Boden geworfen haben, die dabei aus dem Sarg fiel. In der Folge kam es laufend zu mehr oder weniger umfangreicheren Grabschändungen: allein Ende November 2009 wurden 55 Gräber demoliert. Im Herbst 2010 kam es zu besonders massiven Zerstörungen: alleine im September und Oktober 2010 wurden an die 250 Gräber (Grabsteine und Grabplatten) demoliert, was einen geschätzten Sachschaden von 300.000 Euro ausmacht. Auch im November 2011 kam es zu Verwüstungen.

## Grabstätten bedeutender Persönlichkeiten
Obwohl der Meidlinger Friedhof über eine große Anzahl an alten Gräbern verfügt, sind hier nur wenige bedeutende Persönlichkeiten begraben, und auch diese sind meist nur lokal relevant.

### Ehrenhalber gewidmete Gräber

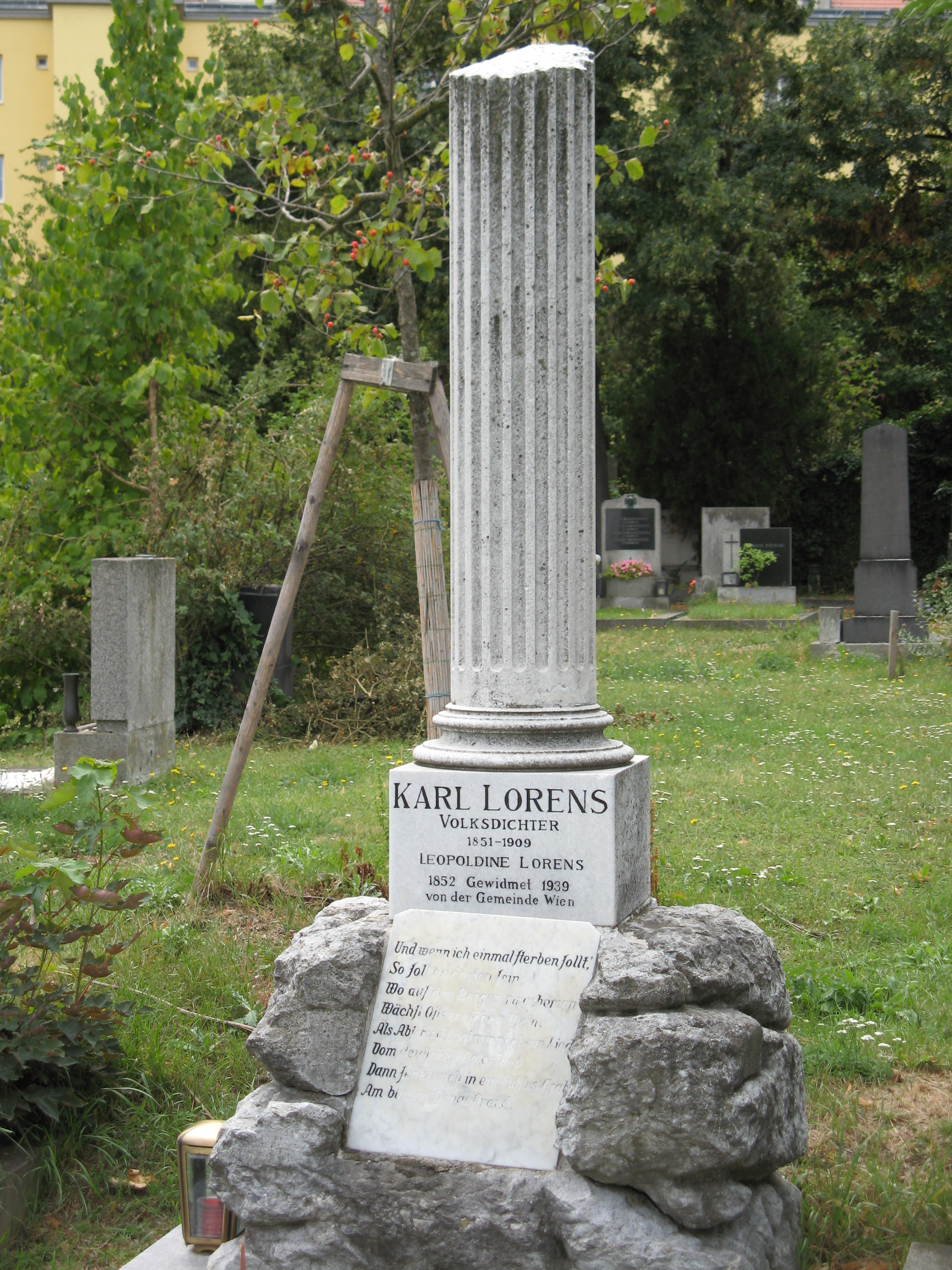
Carl Lorens

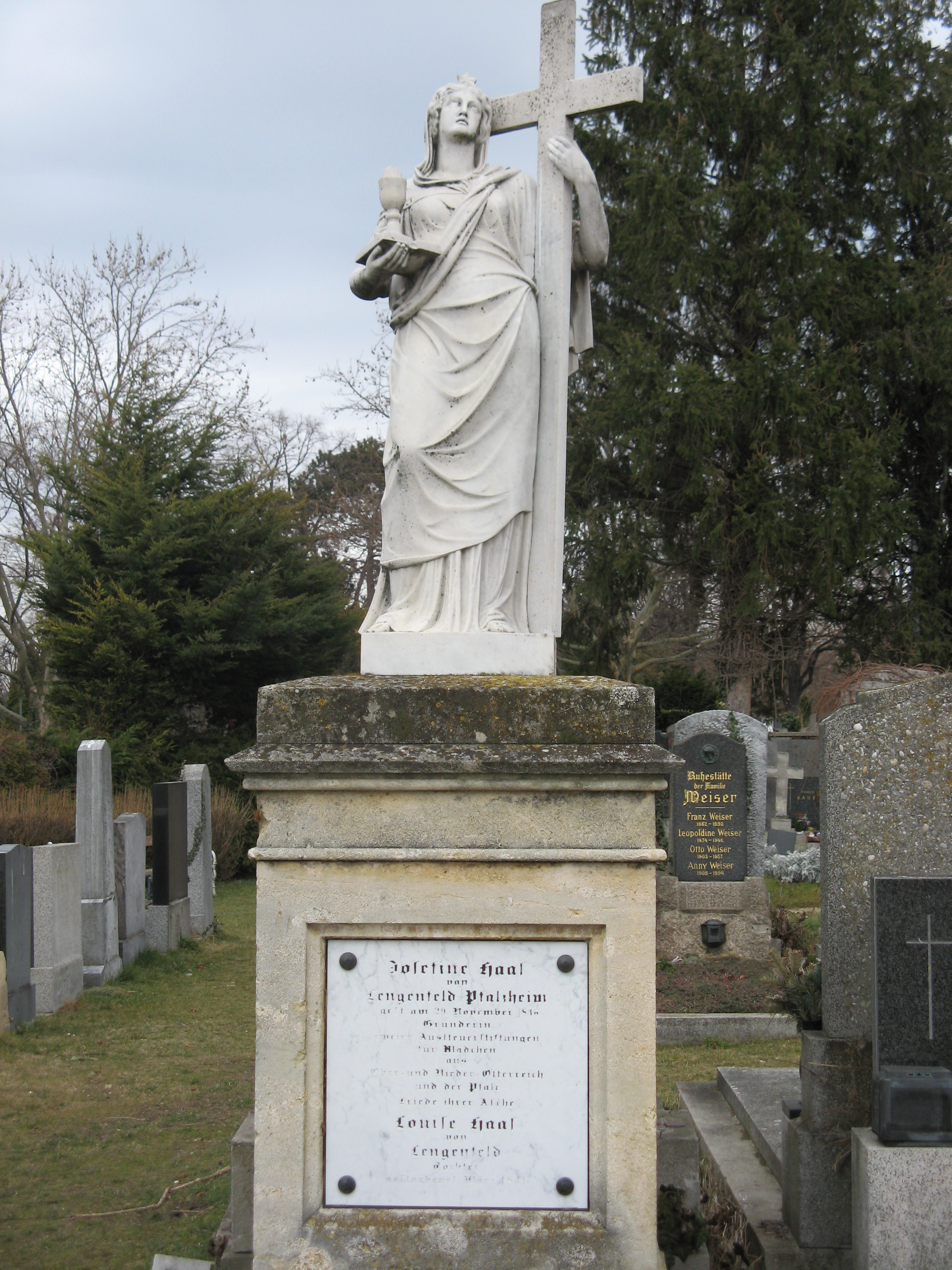
Josephine Haas

Der Meidlinger Friedhof weist 42 ehrenhalber gewidmete Gräber auf. Dazu zählen auch die Grabstellen von 24 Franziskanerinnen und die Gräber von drei der Opfer des Ringtheaterbrandes von 1881.
| Name                   | Lebensdaten | Tätigkeit                                                 |
| ---------------------- | ----------- | --------------------------------------------------------- |
| Hanna Berger           | 1910–1962   | Choreographin und Tänzerin                                |
| Hans Weiner-Dillmann   | 1903–1990   | Operettenkomponist                                        |
| Max Fiebiger           | 1867–1958   | Stadtbaudirektor                                          |
| Josef Leopold Gierster | 1800–1863   | Brauhausbesitzer und erster Bürgermeister von Gaudenzdorf |
| Otto Glöckel           | 1874–1935   | Politiker und Schulreformer                               |
| Emanuel Herrmann       | 1839–1902   | Nationalökonom, Erfinder der Postkarte                    |
| Carl Lorens            | 1851–1909   | Komponist von Wienerliedern                               |
| Sophie von Löwenthal   | 1810–1889   | Schriftstellerin                                          |
| Alois Massak           | 1922–1984   | Polizeioberst und Sprengstoffexperte                      |
| Franz Palm             | –1878       | Gründer einer Kindergartenstiftung                        |
| Karl Richter           | 1872–1935   | Politiker und Redakteur                                   |
| Josef Rucker           | 1826–1893   | Baumeister und Politiker                                  |
| Rudolf Satran          | 1886–1963   | Theater- und Varietedirektor                              |
| Anton Steinböck        | 1858–1889   | Löschmeister der städtischen Feuerwehr                    |
| Johann Wollinger       | 1915–1965   | Politiker                                                 |
| Ignaz Zelebor          | 1816–1890   | Bürgermeister von Untermeidling                           |

### Gräber weiterer Persönlichkeiten
Weitere bedeutende Persönlichkeiten, die am Meidlinger Friedhof begraben wurden bzw. deren Grab sich dort befindet oder befand:
| Name                                    | Lebensdaten | Tätigkeit                                                                      |
| --------------------------------------- | ----------- | ------------------------------------------------------------------------------ |
| Karoline Adametz                        | 1879–1966   | Paläontologin (Grab aufgelassen)                                               |
| August Aichhorn                         | 1878–1949   | Pädagoge und Psychoanalytiker                                                  |
| Adolf Ario                              | 1907–1981   | Schauspieler                                                                   |
| Christian Awart                         | 1933–2009   | Tischtennisspieler                                                             |
| Eugenie Bernay                          | 1891–1971   | Schauspielerin                                                                 |
| Ignaz Rudolf Bischoff                   | 1784–1850   | Arzt                                                                           |
| Karl Bohmann                            | 1909–1999   | Motorradrennfahrer                                                             |
| Ernst Bokon                             | 1922–1991   | Fußballspieler                                                                 |
| Friedrich Chlubna                       | 1946–2005   | Schachkomponist                                                                |
| Edmund Czada                            | 1861–1920   | Stadtbaumeister                                                                |
| Leopoldine Glöckel                      | 1871–1937   | sozialistische Politikerin                                                     |
| Josephine Haas von Längenfeld-Pfalzheim | 1783–1846   | Wohltäterin und Stifterin                                                      |
| Franz Hemala                            | 1877–1943   | Politiker                                                                      |
| Josef Hofbauer                          | 1875–1936   | Architekt                                                                      |
| Margarethe Hübsch                       | 1903–1983   | Oberärztin (Grab aufgelassen)                                                  |
| Gertrud Jaklin                          | 1916–1998   | Richterin (Grab aufgelassen)                                                   |
| Karl Jestrab                            | 1907–1980   | Fußballspieler                                                                 |
| Franz Korinek                           | 1907–1985   | Jurist und Politiker                                                           |
| Karl Korinek                            | 1940–2017   | Verfassungsjurist                                                              |
| Otto Kratky                             | 1902–1995   | Physikochemiker                                                                |
| Ingrid Kretschmer                       | 1939–2011   | Kartographin                                                                   |
| Wilhelm Liwanec                         | 1915–1968   | Politiker                                                                      |
| Walter Macher                           | 1915–1993   | Politiker                                                                      |
| Familie Miller zu Aichholz              |             | Großindustrielle                                                               |
| Theo Öhlinger                           | 1939–2023   | Verfassungsjurist                                                              |
| Karl Pink                               | 1884–1965   | Numismatiker                                                                   |
| Michael Maria Rabenlechner              | 1868–1952   | Lyriker                                                                        |
| Eugen Seydel                            | 1879–1958   | Polizeipräsident (Grab aufgelassen)                                            |
| Franz Seraph von Sommaruga              | 1780–1860   | Politiker                                                                      |
| Helmut Siderits                         | 1939–2023   | Schauspieler                                                                   |
| Gerhard Steinacher                      | 1920–1940   | Von den Nationalsozialisten hingerichteter Kriegsdienstverweigerer             |
| Karl Stojka                             | 1931–2003   | Roma-Künstler                                                                  |
| Fritz Stüber-Gunther                    | 1872–1922   | Schriftsteller (wurde in ein Ehrengrab auf dem Wiener Zentralfriedhof verlegt) |
| Anton Velim                             | 1892–1954   | Maler (Grab aufgelassen)                                                       |
| Josef Vytiska                           | 1905–1986   | Architekt                                                                      |
| Walter Wasservogel                      | 1912–1986   | Musiker                                                                        |
| Hans Wiltschek                          | 1911–1999   | Boxer                                                                          |
| Karl Zlatarits                          | 1877–1970   | Bergarbeiter                                                                   |